# Rudolf Eickemeyer

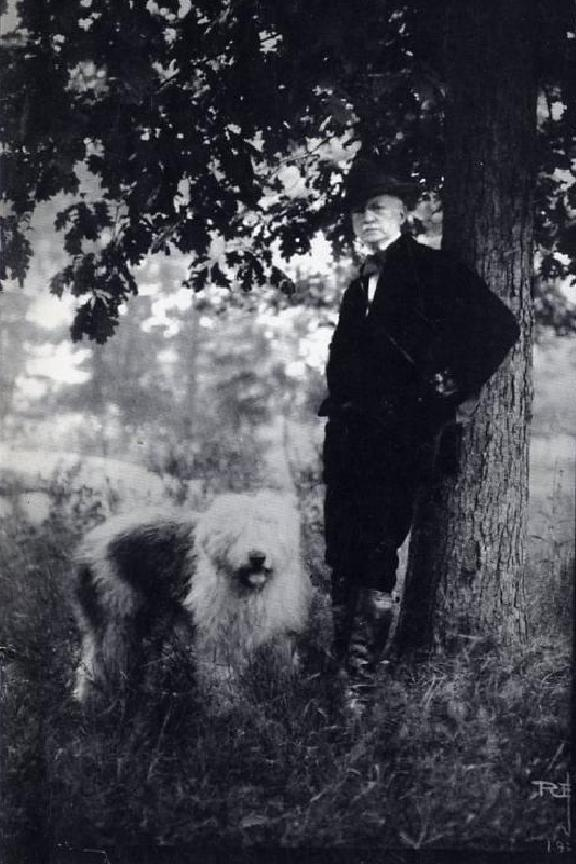
Rudolf Eickemeyer junior

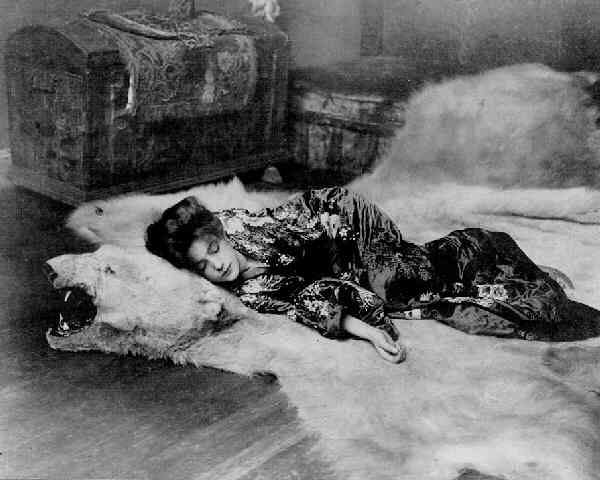
Evelyn Nesbitová spící na medvědí kůži, 1901, platinotisk, 7x9 palců

Rudolf Eickemeyer junior (1862 Yonkers – 1932 tamtéž) byl americký fotograf. Je řazen mezi piktorialisty, ale hlavně je známý svými portrétními fotografiemi Evelyn Nesbitové. Kromě toho se věnoval fotografii krajiny, které kombinoval s básněmi, a reportážím.

## Život a dílo
Narodil se jako syn německého vynálezce Rudolfa Eickemeyera. V roce 1884 koupil fotografickou kameru a naučil se fotografovat. Podílel se na několika amatérských výstavách v mezinárodním měřítku. V roce 1893 získal zlatou medaili na výstavě v Hamburku a v roce 1894 získal medaili Královské fotografické společnosti Velké Británie (Royal Photographic Society of Great Britain).
Kolem roku 1890 navštívil farmu v Alabamě u Montgomery, kde dělal fotografie z každodenního života afroamerických zemědělců a bývalých otroků, které později publikoval ve své knize Down South (1900).
Od počátku devadesátých let se Eickemeyer nechal inspirovat piktorialistickým směrem, který povyšoval fotografii na uměleckou formu. V roce 1895 se Eickemeyer a Alfred Stieglitz stali prvními Američany zvolenými do slavného anglického fotografického klubu Linked Ring. Ve Spojených státech v období 1898-1903 pravidelně publikoval svá díla ve známém časopise Camera Notes. V roce 1900 vyšla jeho kniha s piktorialistickými snímky In and Out of the Nursery doplněné básněmi vybrané jeho sestrou Evou, v roce 1901 následovala knížka The Old Farm s fotografiemi ze života na venkově a v roce 1903 Winter s padesáti zimními krajinami proloženými citáty autorů jako například Emerson, Whittier nebo Cowper.
Kromě své umělecké tvorby Eickemeyer také pracoval pro různé časopisy a různé komerční fotografická studia. Z pověření společnosti "Campbell Art Studio" uskutečnil v období 1901-1909 sérii fotografií modelky Evelyn Nesbitové. Tato série portrétů Nesbitové se stala jeho nejslavnější prací. Fotografie Nesbitové spící na medvědí kůži z roku 1901 (nebo 1902) byla zvolena organizací Camera Club of New York fotografií roku.
V období 1917 až 1929 procestoval Eickemeyer několik amerických států, ale také Skotsko a Norsko, během kterých pořídil rozsáhlé fotoreportáže. V roce 1922 se uskutečnila hlavní retrospektiva jeho díla v Anderson Galerii, New York, s jeho dvěma sty nejlepších fotografií. V roce 1929 daroval většinu své práce americké galerii Smithsonian a fondu fotografie.
Eickemeyer zemřel po dlouhé nemoci v roce 1932 v nemocnici St. John's Hospital v Yonkers. Dnes jeho piktorialistické práce ustoupily do pozadí, zastíněny tvorbou jeho kolegů, jako je Alfred Stieglitz, Gertruda Käsebier nebo Edward Steichen.

## Galerie

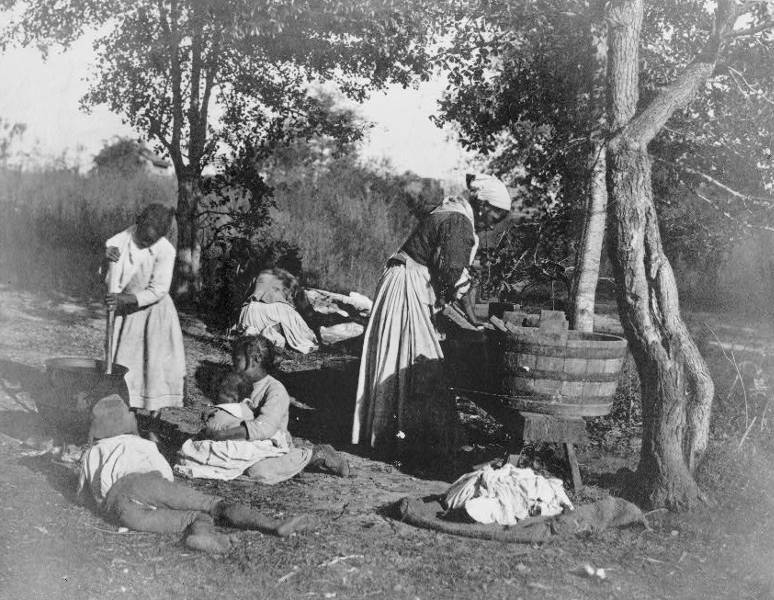
Prací den na plantáži, 1887
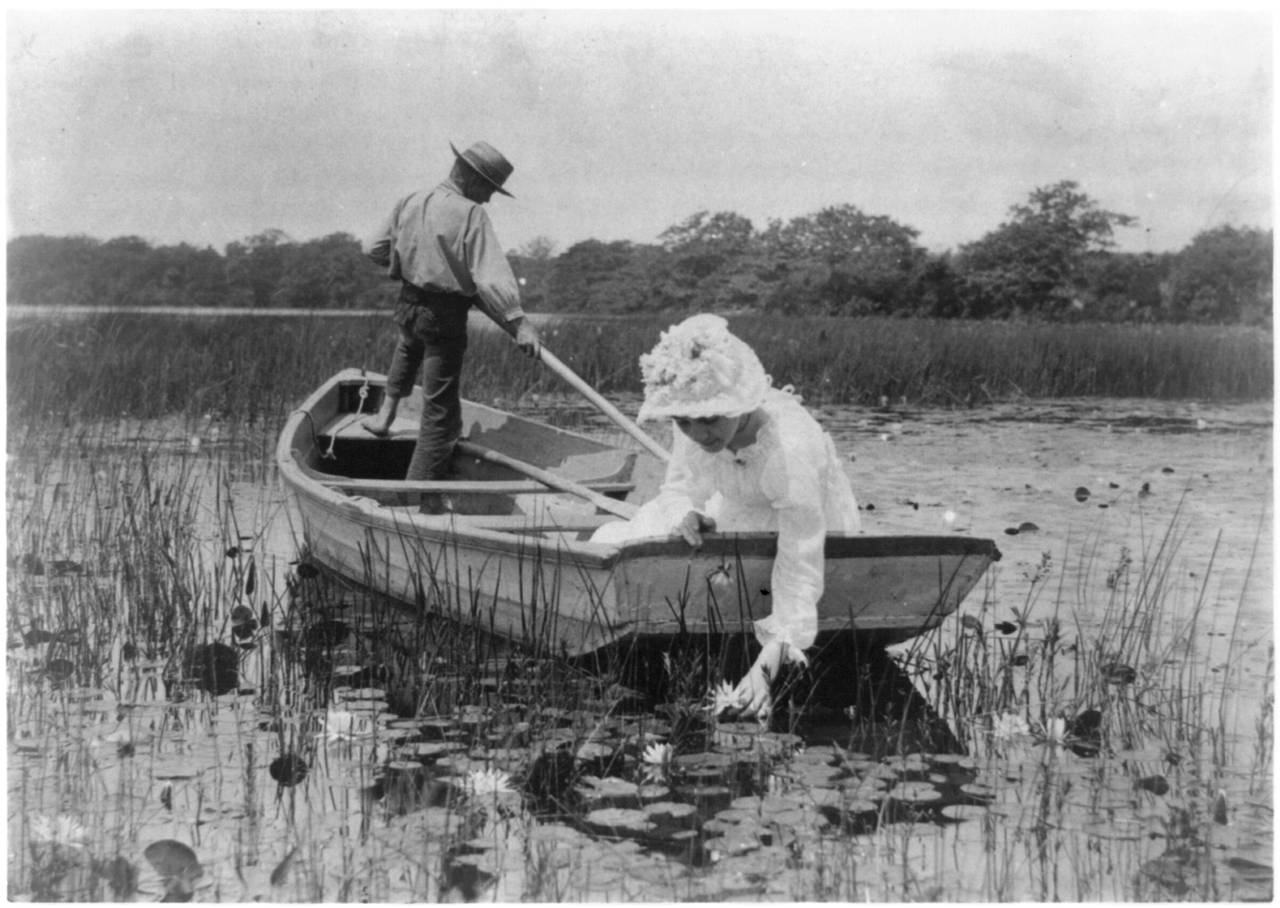
Sběračka lilií, 1892
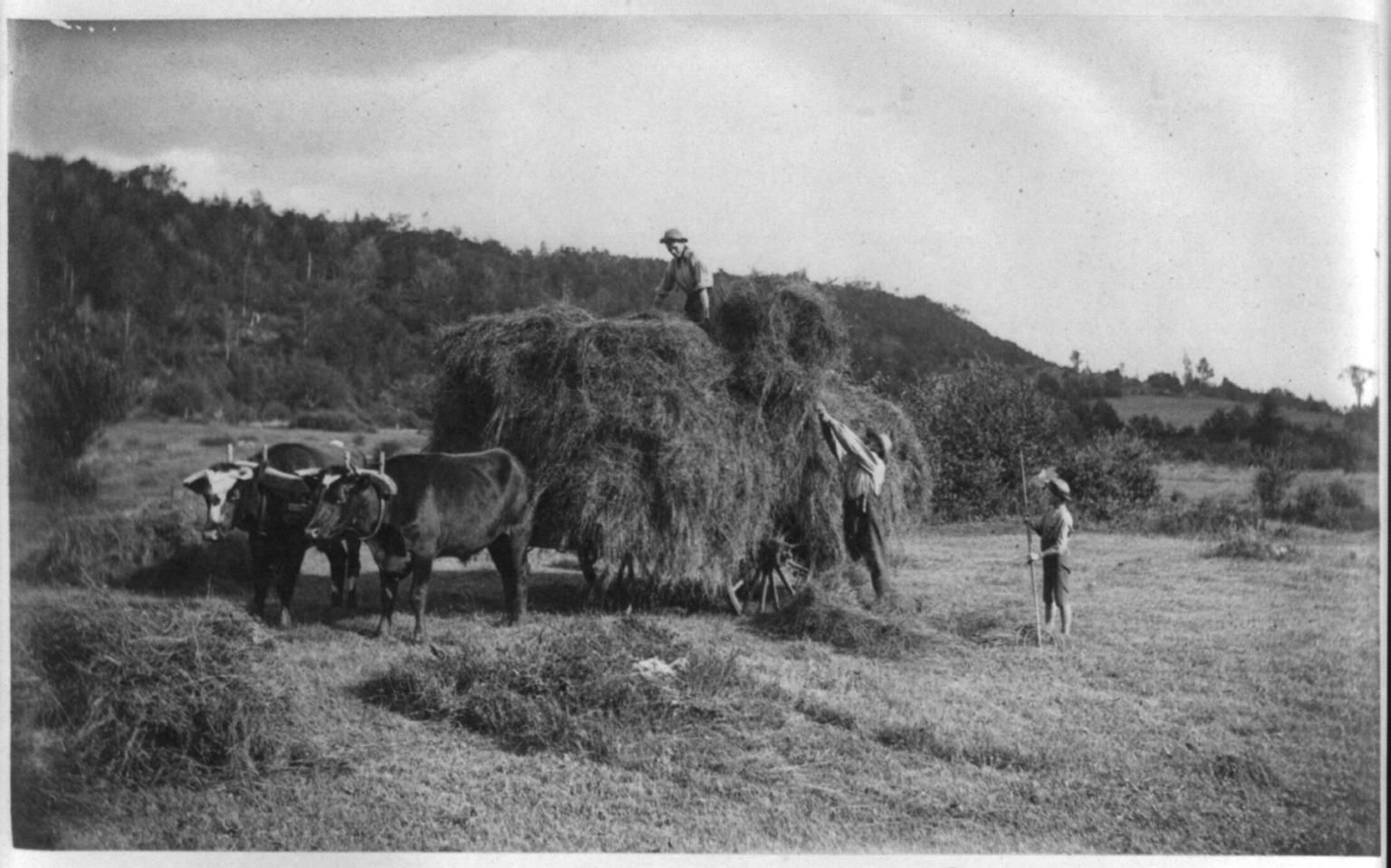
Poslední náklad, 1893
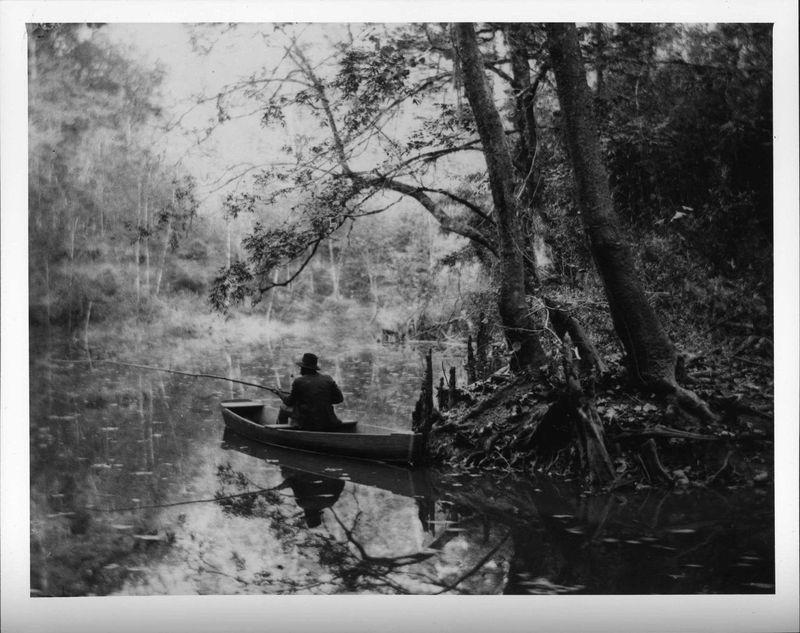
Potok, 1895
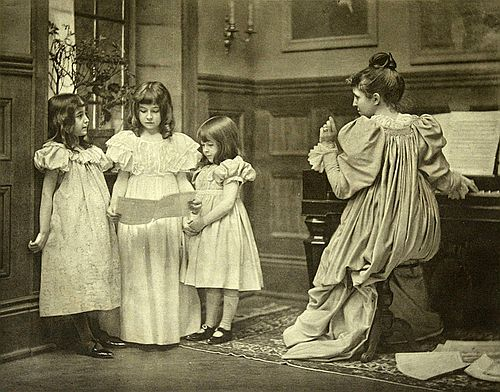
Falešný tón, Camera Notes 1898
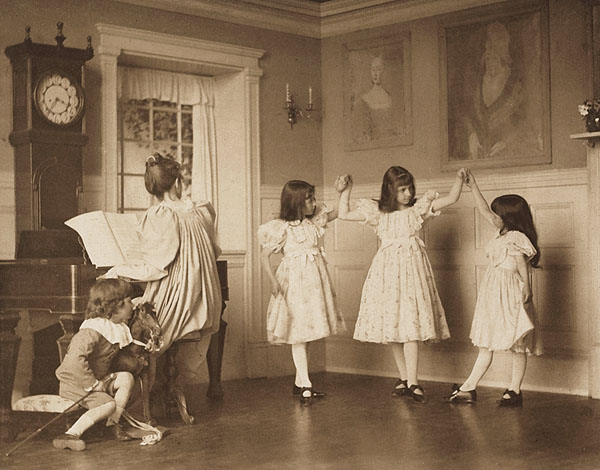
Tanec, Camera Notes, 1900
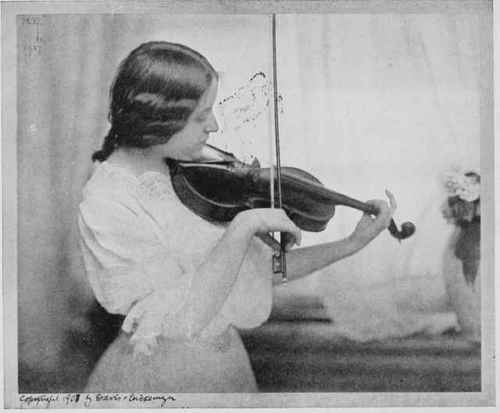
Studie, 1900
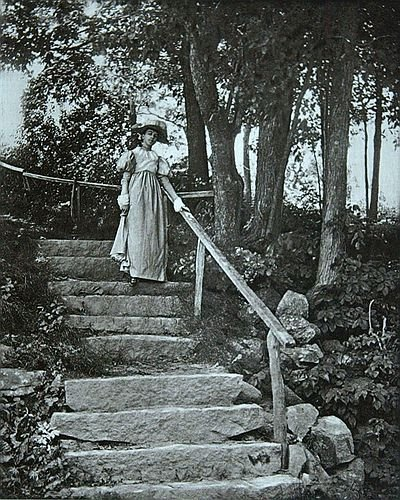
Schody, 1894
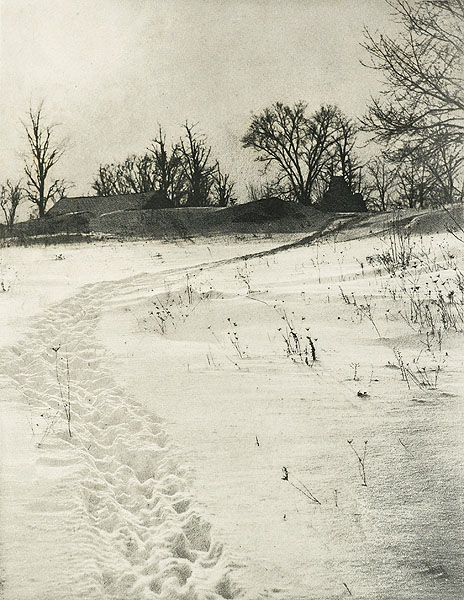
Sladký domov, 1895, Camera Notes 1898
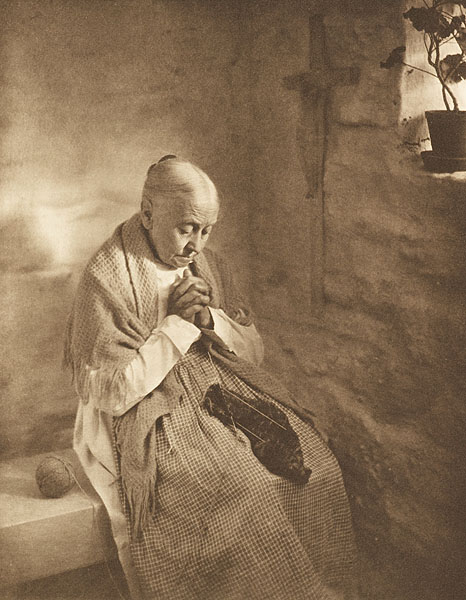
Vesper bells, Camera Notes 1898
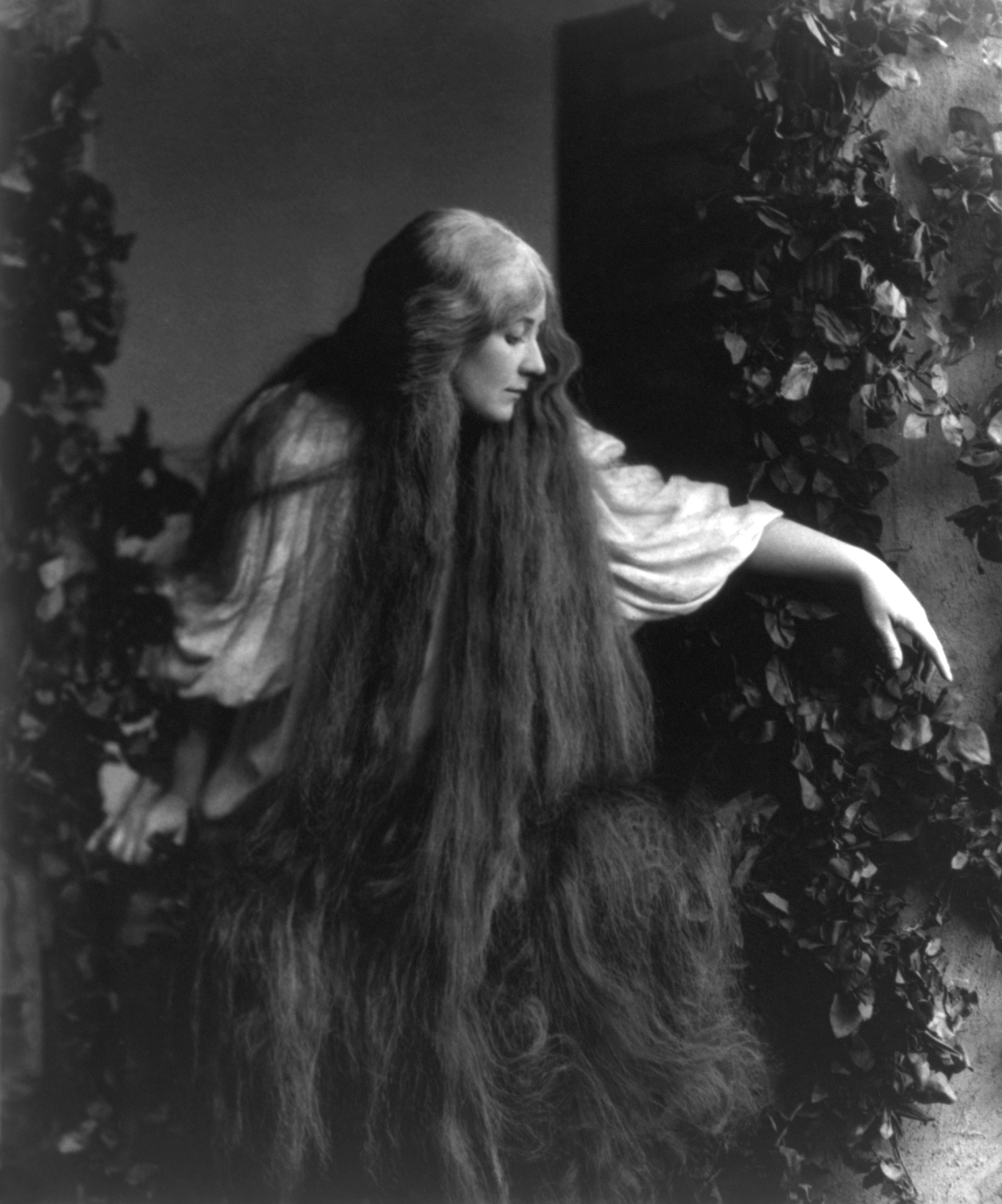
Mary Garden, Palleas a Melisande, 1908
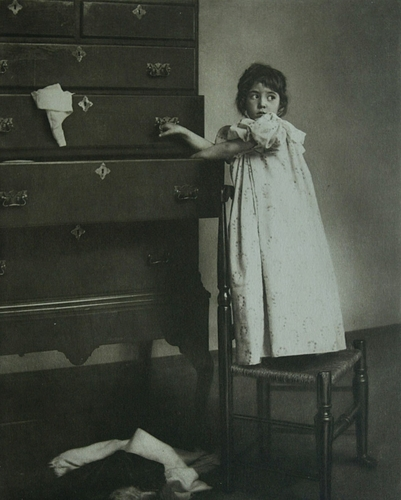
Caught in misschief, 1901

### Evelyn Nesbitová

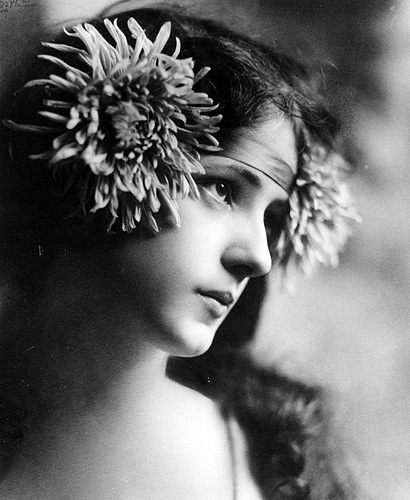
Evelyn Nesbitová
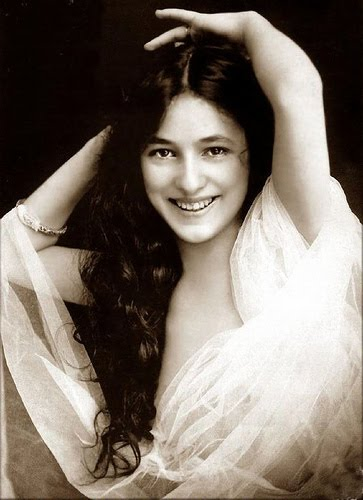
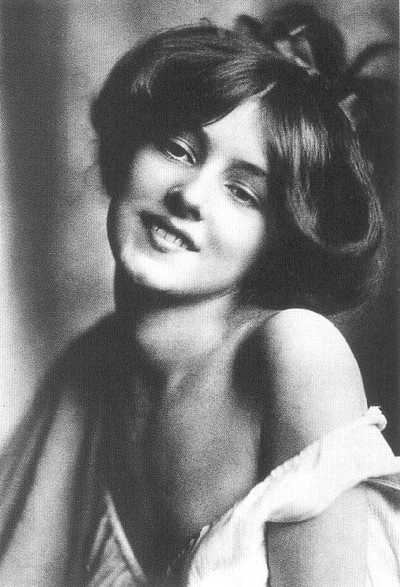
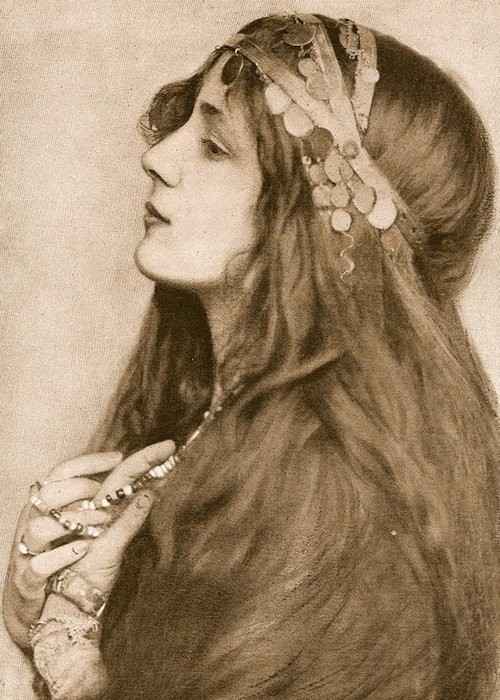
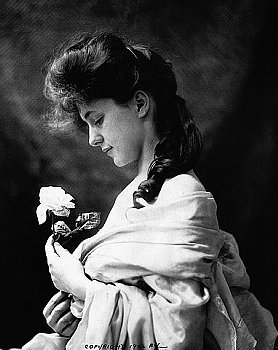